# تار بايت (فلم 1955)
تار بايت (ويعني ثأر قديم) هو فيلمٌ مصريٌ أُنتج عام 1955.
هذا الفيلم هو آخر أفلام المطرب كارم محمود، وقد عُرض هذا الفيلم في عيد الفطر 1374 هـ (مايو 1955م)، مع أفلام الحبيب المجهول (آخر أفلام ليلى مراد)، وأهل الهوى، وأحلام الربيع.
شارك في الفيلم الوجه الجديد قمر، وكان هذا ظهورها الوحيد في السينما المصرية. كما تظهر هنا شخصيات عائلة الرحيمية التي ابتكرها في وقت سابق مخرج الفيلم عباس كامل، ممثلة في كبير العائلة عبد الرحيم (محمد التابعي)، وابنه عبد الموجود (السيد بدير).

## قصة الفيلم
شقيقان يتنازعان على قطعة من الأرض. وما زاد الأمر صعوبة هو أن هذا النزاع يعيق زواج أولاد العم. يُقتل أحد الشقيقين فجأة، ويُتهم الشقيق الآخر ظلماً بالقتل، فيسعى كبير العائلة مع أبناءه للثأر منه.

## أغاني الفيلم
لحن كارم محمود جميع استعراضات الفيلم. ومنها استعراض نهارنا سعيد الذي غنّاه معه الوجه الجديد قمر. محمود كما غنى نبين زين مع سعاد مكاوي، والأغاني من تأليف فتحي قورة.

## وصلات خارجية
- تار بايت على موقع IMDb (الإنجليزية)
- تار بايت على موقع قاعدة بيانات الأفلام العربية
- تار بايت على موقع قاعدة بيانات الفيلم (الإنجليزية)
- تار بايت على موقع ليتربوكسد (الإنجليزية)
- تار بايت على موقع الدهليز.

## مصدر
1. ↑  محمود قاسم، موسوعة الأفلام العربية، الجزء الأول، نسخة إلكترونية، لندن، الطبعة الأولى، ديسمبر، 2017، ص 265.
2. 1 2  مطرب لم يدخن في حياته الفنية نسخة محفوظة 11 أكتوبر 2021 على موقع واي باك مشين.
3. ↑  ليلى مراد تنافس "كاريوكا وكارم ومديحة" في عيد الفطر نسخة محفوظة 2020-12-15 على موقع واي باك مشين.
4. 1 2  محمود قاسم، تاريخ السينما المصرية..قراءة الوثائق النادرة. نسخة إلكترونية.
5. ↑  أشرف بيدس يكتب : سعاد مكاوي..تلقائية البنت الشعبية نسخة محفوظة 11 أكتوبر 2021 على موقع واي باك مشين.